# USS Duncan (DD-485)
Lo USS Duncan (hull classification symbol DD-485) fu un cacciatorpediniere della United States Navy, entrato in servizio nell'aprile 1942 come parte della classe Gleaves.
Poco dopo l'entrata in servizio il cacciatorpediniere fu destinato alle operazioni belliche del teatro dell'oceano Pacifico, prendendo subito parte agli scontri della campagna di Guadalcanal. L'unità ebbe solo una breve vita operativa, finendo affondata già il 12 ottobre 1942 dopo essere stata colpita dal fuoco di unità nemiche nel corso della battaglia di Capo Speranza.

## Storia

### Entrata in servizio
Impostata il 31 luglio 1941 nei cantieri della Federal Shipbuilding and Drydock Company di Kearny in New Jersey, la nave venne varata il 20 febbraio 1942 con il nome di Duncan in onore di Silas Duncan, ufficiale della US Navy distintosi nella guerra anglo-americana. La nave entrò quindi ufficialmente in servizio il 16 aprile 1942, e dopo manovre di addestramento e una sosta a New York il 20 giugno 1942 salpò per dirigere nell'oceano Pacifico via canale di Panama.
Il cacciatorpediniere fu immediatamente assegnato alle operazioni belliche della campagna di Guadalcanal, in pieno svolgimento, e il 14 settembre raggiunse la base avanzata di Espiritu Santo; qui si unì alla Task Force 18, incentrata sulla portaerei USS Wasp, salpando quindi il giorno seguente per coprire l'arrivo a Guadalcanal di un convoglio di truppe, ma il 15 settembre il Duncan dovette assistere impotente all'affondamento della Wasp a opera del sommergibile I-19: il cacciatorpediniere non poté fare altro che soccorrere i naufraghi della portaerei e riportarli il giorno seguente a Espiritu Santo. Nei giorni seguenti la nave continuò a operare nella zona delle isole Salomone di scorta ai convogli di rifornimento statunitensi.

### L'affondamento
La sera dell'11 ottobre, assegnato in forza alla Task Force 64 del viceammiraglio Norman Scott, il Duncan stava partecipando alla scorta a distanza di un convoglio di rifornimento diretto a Guadalcanal quando i ricognitori alleati avvistarono una formazione navale diretta verso l'isola; Scott portò la TF 64 all'intercettamento del nemico, dando quindi il via agli eventi della battaglia di Capo Speranza. Poco prima della mezzanotte del 12 ottobre il Duncan ottenne un contatto radar con le navi giapponesi, ma a causa di un fraintendimento mosse in solitaria contro il nemico per lanciare un attacco con i siluri; come risultato, il cacciatorpediniere si ritrovò in mezzo tra le due formazioni contrapposte quando queste iniziarono a cannoneggiarsi nel buio, ricevendo colpi da tutte le direzioni. Il Duncan riuscì a lanciare due siluri in direzione dell'incrociatore Furutaka, mancandolo, ma incassò rapidamente non meno di 50 proiettili e dovette allontanarsi in fiamme dal luogo dello scontro.
Con la nave in preda a incendi fuori controllo, l'equipaggio tentò di portare il Duncan a incagliare sulle coste della vicina isola di Savo ma alla fine si decise di abbandonare l'unità. Il cacciatorpediniere USS McCalla riuscì a individuare nel buio il Duncan e a trarre in salvo 195 uomini del suo equipaggio; il relitto della nave affondò infine a circa 6 miglia a nord di Savo, portando con sé i corpi di 63 membri del suo equipaggio.